# Адам Јозеф ван Коверден
Адам Јозеф ван Коверден (енгл. Adam Joseph van Koeverden; Торонто, 29. јануар 1982) канадски је спринт кајакаш и политичар. Он је олимпијски освајач златне медаље у категорији К1-500 m (2004) и двоструки светски шампион у К1-500 m (2007) и К1-1000 m (2011), освојивши четири Олимпијске медаље и осам са светских првенстава. Његов родни клуб је Бурлок Кану Клуб у Оквилу, Онтарио.
На Канадским државним изборима 2019., ван Коверден је био изабран у Дом комуна Канаде, представљен у изборном округу Милтон као члан Либералне партије Канаде.

## Младост и школовање
Родитељи су му Холанђанин, Џоу ван Коверден и Мађарица Бета Бокроси.
Ван Коверден је похађао Католичку основну школу Ст. Джон у Оквилу, Онтарио, дипломиравши 1996. године. Наставио школовање у Католочкој гимназији Свети Игнације Лојоле која се налази у Оквилу. Свира гитару.
Ван Коверден је Дипломирани кинезиолог Универзитета у Хамилтону, Онтарио. Дипломирао је у јуну 2007. године као валдикториан своје класе.

## Спортска каријера
Освојио је бронзану медаљу у К1-1000 m 1999. на светском првенству за јуниоре у Загребу, Хрватска, а онда је постао светски шампион за јуниоре у маратону 2000. године. Његов први успех као сениор је сребрна медаља на светском првенству у Гејнсвилу, Грузија 2003. године у категорији К1-1000 m. На Летњим олимпијским играма 2004. године ван Коверден је освојио две медаље, укључујући злато у К1-500 m и бронзу у К1-1000 m. Био је носилац Канадске заставе на церемонији затварања и касније му је био додељен Лоу Марш Трофеј као најбољи Канадски спортиста 2004.
Године 2005. ван Коверден је освојио две медаље na ИЦФ Кану Спринт светском првенству у Загребу, Хрватска: сребро у К1-1000М и бронзу у К1-500 m. На ИЦФ Кану Спринт светском првенству у Сегедину, Мађарска 2006. године, ван Коверден је завршио трку као четврти у финалу К1-500 m и 1000 m. На Канадском првенству у Реџајни, Саскачеван 2006., освојио је пет златних медаља (К1-1000 m, К2-1000 m, К4-1000 m, К4-200 m и Ратни кану), и две сребрне медаље (К1-200 m и К2-200 m).
Ван Коверден је имао пуно успеха На Светском Куповима 2007., где је био непоражен на 500 m и 1000 m на три такмичења. На ИЦФ светском првенству у Дуисбургу, Немачка, ван Коверден је освојио златну медаљу на К1-500 m и сребро на К1-1000 m.
Ван Коверден је надмашио свој светски рекорд на К1-500 m на Олимпијским играма у Пекингу 2008. са временом 1:35:554. Завршио је осми у трци на 1000 m и завршио је са сребрном медаљом у трци на К1-500 m. Оригинално, био је проглашен бронзаном медаљом све док резултат није био преправљен у сребрну медаљу. Ван Коверден је водио од почетка, али га је на крају престигао Аустралијски победник Кен Волас, са Британским освајачем бронзане медаље Тим Брабанц који је завршио у фото финишу са њим.
На Олимпијским играма у Пекингу 2008. године, ван Коверден је био носилац Канадске заставе за Канадски олимпијски тим на церемонији отварања, чинити га једним од ретских спортиста који су носили Канадску заставу два пута на олимпијади.
На светском првенству у Дартмуту 2009., освојио је бронзану медаљу у трци на К1-1000 m. Следеће године, освојио је још једну бронзу, само што је овог пута била трка на К1-500 m. Настављајући са добрим резултатима, ван Коверден је на светском првенству у трци на К1-1000 коначно освојио злато.
На летњим олимпијским играма у Лондону 2012. године освојио је сребрну медаљу на 1000 m, док је Норвежанин Еирик Верас Ларсен освојио злато.

## Улица Адам ван Коверден
Како би прославио успехе свог хероја родног града, 17. октобра 2008., Оквил, Мајор Роб Бартон и локални одборници су организовали поздрављање и упознавање. Организовано је церемонијално именовање улице Адам ван Коверден, која се звала Вотер улица. Налази се близу његовог родног клуба (Бурлок Кану клуб).

## Политичка каријера
4. октобра 2018, Ван Коверден најавио је да ће тражити номинацију Либералне партије Канаде у Милтону да би био кандидат на канадским савезним изборима 2019. године. Ван Коверден је освојио либералну номинацију 20. јануара 2019. и освојио либерално место у Милтону 21. октобра 2019., победивши садашњу, заменицу лидера Конзервативне странке Лису Раит, добивши више од 51% гласова док је Раит имала 36%.